# One Pound Gospel
One-Pound Gospel (Ichi-Pondo no Fukuin em japonês) é uma série de mangá criada por Rumiko Takahashi, autora de Maison Ikkoku, Ranma ½ e InuYasha. A série foi lançada periodicamente na semanal Young Sunday. É a fusão do gênero esportes (especialmente boxe) e comédia romântica.
Takahashi terminou o mangá, após 20 anos e publicação, em março de 2007 e um OVA foi lançado em 1988.

## Enredo
Kosaku Hatanaka é o orgulho da Academia Mukaida - a maior parte do tempo. Ele se tornou profissional em boxe logo após deixar o Ensino Médio. Seus socos fortes são universalmente reconhecidos pelos oponentes. Tem um apetite voraz - e não é de se surpreender que coma toda e qualquer coisa. Por causa disso ele foi forçado a mudar de categoria de peso desde a escola, subindo para peso pena. Visto que sente que seus treinos estão abaixo do que é capaz, costuma aceitar desafios de turmas de peso superior, dando a seu treinador (e a ele mesmo) problemas constantes.
Neste cenário está a Irmã Angela, uma freira que tem Kosaku como um projeto pessoal, determinada a colocá-lo no caminho correto e acabar com seu hábito de glutonaria. Ela constantemente o encoraja, se certificando que ele esteja em forma enquanto fica longe da comida. Infelizmente, a proximidade pode algumas vezes trazer sentimentos de afeição, os quais Kosaku começa a desenvolver. Pior ainda, a Irmã Angela percebe que está começando a ter os mesmos problemas.